# Oliveira do Conde
Oliveira do Conde is een plaats (freguesia) in de Portugese gemeente Carregal do Sal en telt 3 313 inwoners (2001).